# Pillen

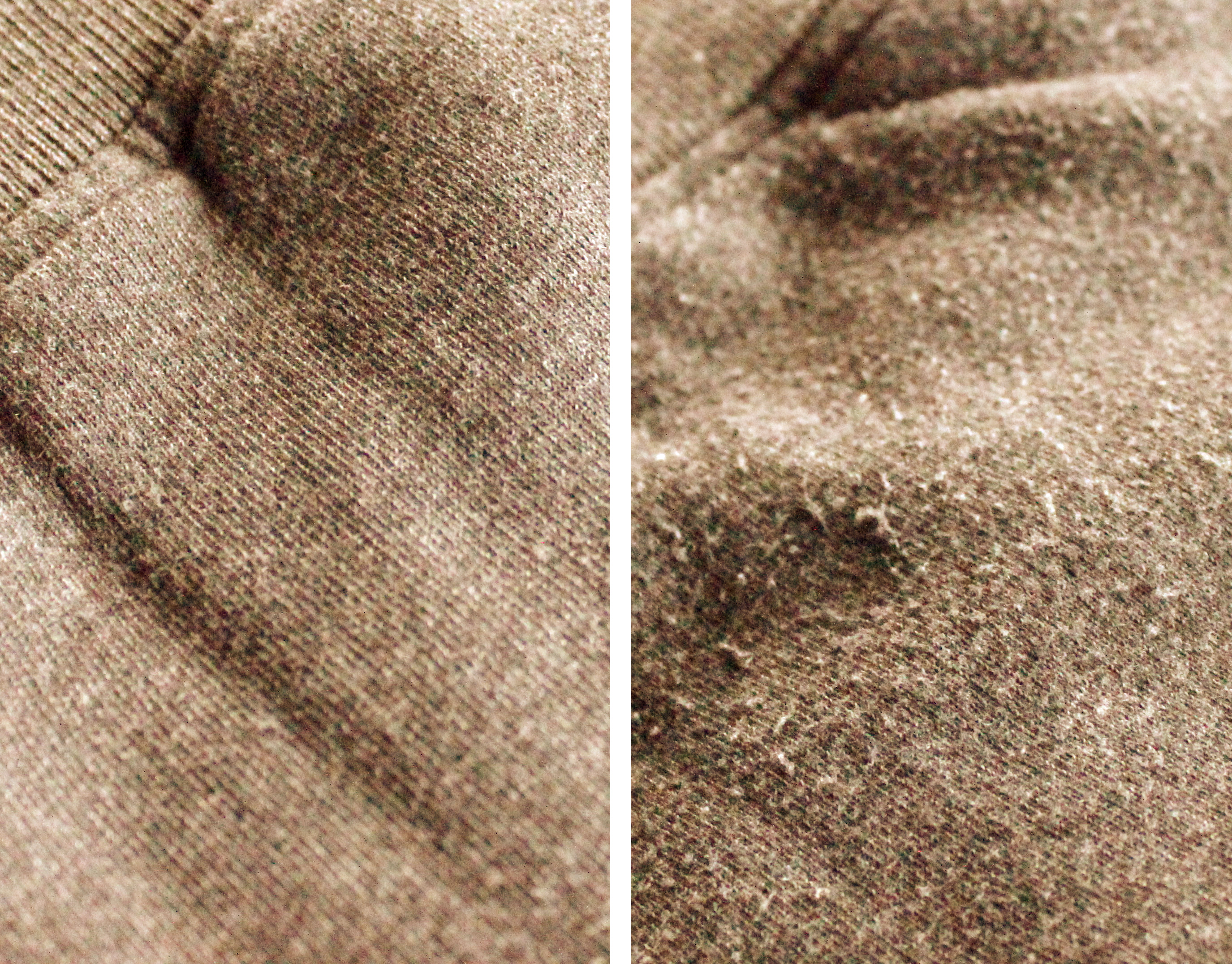
Links een stof zonder pillen; rechts dezelfde soort stof, maar met pilvorming.

Pillen is het vormen van kleine bolletjes op textiel. Het is een verschijnsel dat optreedt als gevolg van slijtage en wrijving. In het algemeen wordt het beschouwd als ongewenst.

## Oorzaken
Pilvorming ontstaat doordat vezels uit het oppervlak van de stof los komen door wassen en gebruiksslijtage. De uiteinden van deze vezeltjes raken door wrijving onder druk met elkaar verknoopt en vormen dan kleine bolletjes of langgerekte rolletjes die aan het oppervlak vast zitten.
De neiging tot pillen verschilt per soort textiel. Bij wol treedt het veel op, maar doordat de pillen bij wol makkelijk afbreken van het onderliggende weefsel zal het minder snel opvallen. Synthetische vezels zoals polyester, nylon en acryl zijn veel sterker, en daardoor blijven pillen daar veel langer aan het weefsel gehecht. Verder is de vezellengte van belang: lange vezels hebben minder uiteinden die met elkaar verstrikt kunnen raken, en hebben daardoor minder neiging tot pillen. Strak geweven textiel houdt vezels beter op de plek dan los geweven stof, en gebreide stof vertoont eerder de neiging tot pillen dan geweven stof.

## Gevolgen voor het milieu
Pillen die losraken van de onderliggende stof komen vaak in het milieu terecht. Dat kan gebeuren via het afvalwater in de wasmachine, maar ook spontaan tijdens het gebruik. Ze vormen een aanzienlijk aandeel van microplastics die milieuschade veroorzaken; alleen Nederland al draagt via textiel jaarlijks 100 ton microplastics bij aan de vervuiling van het milieu.

## Maatregelen
Bij de productie van pilgevoelig textiel krijgt het soms een hittebehandeling, die in het Engels 'singeing' wordt genoemd. Er wordt kortdurend een hete plaat tegenaan gehouden of er wordt zelfs een open vlam gebruikt, waardoor uiteinden van vezels weggeschroeid worden. Soms wordt dit al gedaan bij garens nog voordat ze geweven of gebreid worden. Ook kan een chemische behandeling worden gegeven waardoor de eigenschappen van de textielvezels veranderen, bijvoorbeeld met kiezelzuur.
Verder kan het materiaal dichter gesponnen, geweven of gebreid worden, waardoor de vezeluiteinden strakker op hun plaats gehouden worden.
Pillen tijdens de was kan worden verminderd door kledingstukken binnenstebuiten te wassen en door een waszakje te gebruiken, waardoor de beschadigde oppervlakken minder wrijving ondervinden tijdens de wasbeurt.

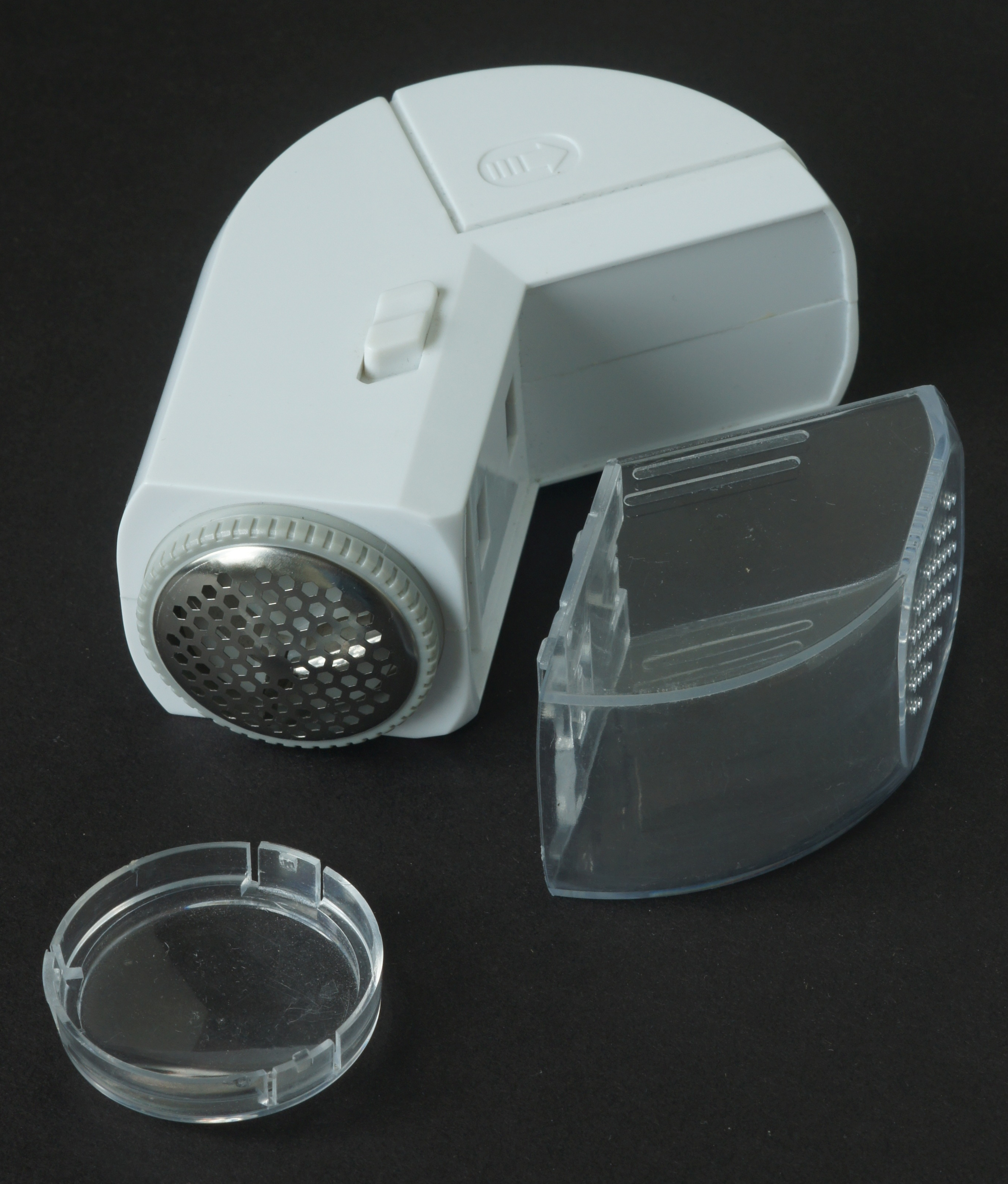
een scheerapparaat voor textiel.

Als er zich eenmaal pillen hebben gevormd dan kunnen deze mechanisch verwijderd worden. Dat kan door ze er voorzichtig af te trekken of scheren; er bestaan ook speciale scheerapparaatjes ('pluizentondeuses') voor dit doel. De stof kan na een dergelijke 'scheerbeurt' weer als nieuw lijken, maar uiteraard gaat er telkens materiaal verloren waardoor deze dunner wordt.
Men kan ook proberen pillen te verwijderen met een kledingroller.
Het gebruik van wasverzachter kan soms pilvorming verergeren.